# Aemocia balteata
Aemocia balteata là một loài bọ cánh cứng trong họ Cerambycidae.